# Čínsko-nigerijské vztahy

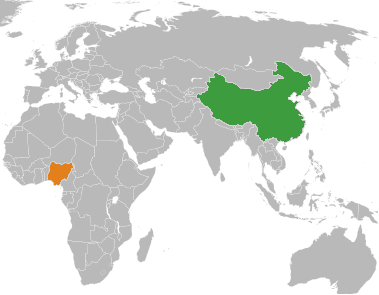
Čína-Nigérie

Čínsko-nigerijské vztahy jsou založeny především na čínských investicích v Nigérii a dalších afrických státech. Čína investuje především do velkých infrastrukturních projektů, jako jsou výstavba silnic, železnic, přístavů, bytových jednotek a dalších institucí, čímž posiluje mezinárodní vztahy s Nigérií (včetně otázky týkající se Tchaj-wanu) a podporuje telekomunikace, těžbu a výrobu. Dále investuje do vzdělávacích systémů a kulturní výměny. Kritizována je však finanční závislost Nigérie na Číně a nárůst dluhů. 
Vliv Číny na africké státy se neomezil pouze na ekonomické aspekty. Její přítomnost v regionu má také politické a sociokulturní dopady. Někteří kritici varují před možným využitím ekonomické síly Číny k dosažení politických cílů nebo k podkopání demokratických hodnot v afrických zemích. Navíc rostoucí závislost na čínských investicích může mít dlhodobé důsledky pro africké ekonomiky a politickou stabilitu regionu. Je důležité sledovat a vyváženě hodnotit všechny aspekty této rostoucí čínské přítomnosti v Africe.

## Historie
Vztahy mezi Čínou a Nigérií byly formálně navázány 10. února 1971, což představuje důležitý milník v jejich bilaterálním vztahu. Od té doby obě země rozvíjely a posilovaly své vztahy v různých oblastech, včetně ekonomiky, obchodu, politiky a kultury.
Nigérie se stala členem iniciativy Pás a stezka dne 1. září 2018. BRI, kterou spustila Čína, je ambiciózní infrastrukturní a ekonomický projekt zaměřený na propojení Asie s Evropou a Afrikou prostřednictvím sítě obchodních cest, železnic, přístavů a dalších infrastrukturních projektů. Účast Nigérie v této iniciativě ukazuje na snahu obou zemí prohloubit své obchodní a ekonomické vazby.
Nigérie je klasifikována jako země s nižším středním příjmem, přičemž hrubý národní příjem (HNP) na hlavu se pohybuje mezi 1136 a 4465 dolary. Tato klasifikace odráží ekonomický stav země a pomáhá určit, jaké formy mezinárodní pomoci a podpory by měly být poskytnuty Nigérii, aby podpořily její růst a rozvoj.

Nigérie - země s nižším středním příjmem

## Půjčky poskytované Čínou
Čína poskytuje Nigérii různé typy půjček a finanční podpory, které se obvykle zaměřují na financování rozsáhlých infrastrukturních projektů. Mezi tyto projekty mohou patřit výstavba silnic, železnic, přístavů, letišť, elektráren a další infrastruktury, které mají za cíl podpořit ekonomický růst a rozvoj v Nigérii.
Půjčky poskytované Čínou Nigérii jsou obvykle realizovány prostřednictvím vládních agentur, jako je China Development Bank (Čínská rozvojová banka), Export-Import Bank of China (Čínská exportní-importní banka) nebo prostřednictvím konkrétních projektů a iniciativ spojených s iniciativou Pás a stezka (BRI).
Je však důležité zdůraznit, že půjčky poskytované Čínou mohou mít různé podmínky a následky. Někteří kritici varují před rizikem zadlužení a ekonomické závislosti na Číně, pokud není správně spravováno financování a projekty nepřinášejí očekávané výhody a udržitelný rozvoj.

### Druhy půjček

#### Bezúročné půjčky
Jsou poskytovány bez úroku nebo za minimální úrok. Obvykle se jedná o půjčky zaměřené na podporu určitých projektů v Nigérii, zejména v oblasti infrastruktury, jako jsou silnice, železnice, přístavy nebo energetické projekty. Mohou být součástí čínské rozvojové pomoci nebo iniciativy Pás a stezka.

#### Zvýhodněné půjčky
Mají nižší úrok nebo jsou poskytovány za výhodných podmínek ve srovnání s běžnými komerčními úrokovými sazbami. Jsou určeny k financování větších infrastrukturních projektů, jako je výstavba dálnic, letišť, elektráren nebo jiné klíčové projekty v Nigérii.

#### Komerční půjčky
Tyto půjčky jsou poskytovány za komerční úrokové sazby, podobně jako soukromé banky. Jsou určeny k financování obchodních projektů nebo podnikatelských aktivit v Nigérii a mohou zahrnovat spolupráci mezi nigerijskými a čínskými firmami.

#### Nulové úrokové komerční půjčky
Mají nulový úrok, ale jsou určeny pro obchodní projekty nebo investice. Čína může poskytnout tyto půjčky s cílem podpořit obchodní výměnu mezi oběma zeměmi nebo podpořit investice čínských firem v Nigérii.

## Debt-trap diplomacy
Debt-trap diplomacy je strategie, kdy jedna země, obvykle mocnější, poskytuje úvěry nebo půjčky slabším zemím, často s vysokými úrokovými sazbami a náročnými podmínkami splácení. Tyto úvěry mohou vést k situaci, kdy se zadlužená země stává závislou na věřiteli a může být nucena akceptovat politické nebo hospodářské požadavky věřitele, aby mohla splácet své dluhy. Tento termín je často používán kritiky k označení politického využití dluhů ke zvýšení vlivu věřitele nad zadluženými zeměmi.

### Čína-Nigérie
V kontextu Číny a Nigérie by se debt-trap diplomacy mohla týkat situace, kdy Čína poskytuje Nigérii velké množství úvěrů nebo půjček na financování infrastrukturních projektů a dalších iniciativ. Tyto půjčky by mohly být spojeny s vysokými úrokovými sazbami a náročnými podmínkami splácení. Pokud by Nigérie nedokázala splácet své dluhy, mohla by se dostat do situace, kdy by byla nucena akceptovat politické nebo hospodářské požadavky Číny, aby mohla udržet svou ekonomiku nad vodou.
Takovýto scénář by mohl vyvolat obavy z toho, že Čína by mohla využít svoji ekonomickou sílu k získání vlivu nad Nigérií a prosazování svých politických nebo strategických zájmů v regionu. Kritici by mohli tvrdit, že taková závislost na čínských půjčkách by mohla oslabit suverenitu Nigérie a omezit její schopnost rozhodovat o své budoucnosti nezávisle. Nicméně, je důležité poznamenat, že tento jev může být vnímán různými způsoby a může záviset na konkrétních podmínkách jednotlivých půjček a projektech. 